# Poppin’ Them Thangs
Poppin’ Them Thangs – drugi singiel promujący album pt Beg for Mercy, amerykańskiego zespołu hip-hopowego G-Unit. Do utworu powstał teledysk. Akcja klipu ma miejsce w hangarze, w którym spotykają szefowie poszczególnych grup.